# Quiescence
En biologie, la quiescence est une phase de repos telle que le temps durant lequel la cellule arrête de se diviser et achève son cycle cellulaire. La quiescence ou écodormance est aussi un type de dormance dépendant exclusivement des conditions du milieu de vie de l'organisme ou de la cellule considérée. 

## Exemples
Chez les espèces dont la fécondation ne peut être effectuée qu'une fois dans l'année, le système reproducteur est dit en quiescence le reste de l'année ; chez le cerf par exemple.
La quiescence peut aussi désigner une courte période de repos prise par l'oiseau migrateur, juste avant une éventuelle activité nocturne, avant son départ en migration, ou avant une nouvelle étape de sa migration. Ce phénomène a d'abord été signalé de manière anecdotique, chez des oiseaux migrateurs captifs, puis, plus récemment, confirmé dans la nature, chez des oiseaux migrateurs en liberté.

## Conditions et facteurs
Dans certaines conditions, le métabolisme est très fortement ralenti ainsi que le développement qui peut même s'interrompre : les biologistes parlent de léthargie. La quiescence est une réponse directe au froid, ou à une dégradation de l'environnement, contrairement à une autre forme de léthargie, la diapause chez des animaux (annélides, insectes…) qui est, elle, génétiquement programmée, induite hormonalement. La diapause commence alors que les conditions sont encore favorables ou elle est déclenchée par un facteur externe (déshydratation du milieu, agent traumatisant tel qu'une importante amputation caudale,), mais la levée du facteur inducteur ne raccourcit que très peu la diapause, contrairement à la quiescence. Les conditions environnementales qui interviennent sont souvent de type climatiques (température trop basse, trop chaude ; hygrométrie...) ou photopériodiques (durée d'ensoleillement), mais il peut s'agir d'une réaction à la toxicité du milieu, ou à la rareté d'un nutriment ou d'un oligoélément.
Elle est également différente de la dormance vraie dans le cas des graines où il faut des phénomènes précis et ordonnés pour qu'il y ait levée de la dormance.

## Chez l'oiseau migrateur
Une période de quiescence se manifeste avant chaque début de migration ou reprise de l'activité migratoire (à partir d'une escale migratoire) chez les oiseaux migrateurs nocturnes. Ses causes et fonctions, étudiées via la radio télémétrie automatisée, chez trois espèces d'oiseaux chanteurs migrateurs nocturnes : le viréo aux yeux rouges (Vireo olivaceus), la grive à dos olive (Catharus ustulatus) et la grive des bois (Hylocichla mustelina), restent en 2019 mal connues. 
Cette phase dure chez les individus de ces espèces de moins de 30 minutes à plus de 90 minutes (chez le viréos aux yeux rouge) et un effet lié à l'âge a été démontré, par contre l'état des réserves de graisses de l'oiseau, la direction du départ et même les conditions atmosphériques ou jour de l'année ne semblent pas influer sur la durée de quiescence. Les auteurs de la première grande étude sur le sujet s'interrogent sur l'importance du facteur "tranquillité" pour le bon déroulement des migrations .

## Chez les vers de terre
En hiver en période trop froide, en été lorsque les températures sont trop chaudes ou le taux d’humidité est trop faible, les vers anéciques se mettent en quiescence, près de la surface.